# Southaven
Southaven è una città (city) degli Stati Uniti d'America, situata nella contea di DeSoto, nello Stato del Mississippi.
Nonostante il nome, Southaven è una delle città più settentrionali dello Stato. Situata al confine con il Tennessee, è parte dell'area metropolitana di Memphis.